# Dercy Gonçalves
Dercy Gonçalves, pseudonimo di Dolores Gonçalves Costa (Santa Maria Madalena, 23 giugno 1907 – Rio de Janeiro, 19 luglio 2008), è stata un'attrice e umorista brasiliana.

## Biografia
Era alta 150 cm. Ebbe un'infanzia tutt'altro che felice: era ancora molto piccola quando la madre, una lavandaia, abbandonò il tetto coniugale dopo aver scoperto l'infedeltà del marito, un sarto alcolizzato.
Nella sua fortunata carriera, durata ben 86 anni, lavorò al cinema, in TV e in teatro, dove alternò spettacoli di improvvisazione a riviste di vario genere, diventando famosa per il suo linguaggio irriverente. La telenovela sua più famosa è Lacrime di gioia, nella quale ebbe la parte della battagliera protagonista Dulcinea.
Nel 1991 fece scalpore per aver esposto il suo seno ad una parata di samba. Nel 2001, a 94 anni, suscitò reazioni ancora più forti spogliandosi per Penthouse: il set fotografico fu allestito nel Copacabana Palace.

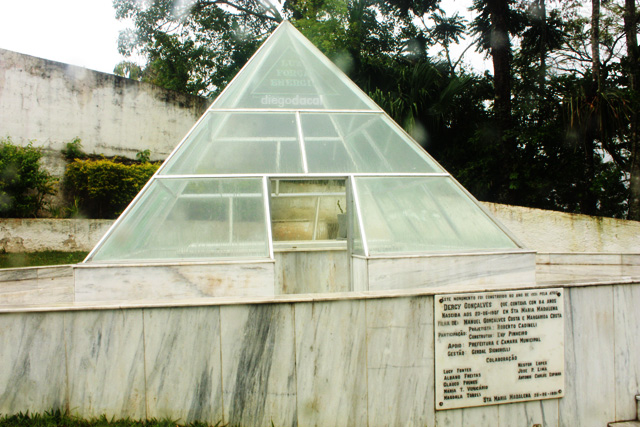
Tomba di Dercy Gonçalves

Morì nel 2008 per polmonite, all'età di 101 anni e venne sepolta a Santa Maria Madalena, suo comune d'origine.
Il suo mausoleo, progettato da lei stessa nel 1991, assomiglia e s'ispira alla Pyramide Inversée del Louvre a Parigi.

## Nella cultura di massa
- Viene citata nella canzone Todas as Mulheres do Mundo di Rita Lee.

- Nel 2012 la drammaturga e sceneggiatrice Maria Adelaide Amaral, che già nel 1994 aveva scritto una biografia della Gonçalves, realizzò per Rede Globo una miniserie incentrata su di lei, Dercy de Verdade, che venne poi esportata in Portogallo e negli Stati Uniti.

- Dercy Gonçalves fu omaggiata dalla Amaral anche in un'altra produzione televisiva Globo, Dalva e Herivelto: Uma Canção de Amor, biografia dei due musicisti Dalva de Oliveira e Herivelto Martins.

- L'attrice Stella Miranda l'ha impersonata nel film e nella miniserie televisiva intitolati Hebe: A Estrela do Brasil, incentrati entrambi sulla figura di Hebe Camargo.

## Curiosità
- Dercy Gonçalves figura nel Guinness dei Primati per i suoi 86 anni di carriera, record non ancora eguagliato da nessuna altra attrice (tra gli attori maschi, il primato lo detiene Mickey Rooney, con 91 anni di attività artistica).[1]

## Filmografia parziale

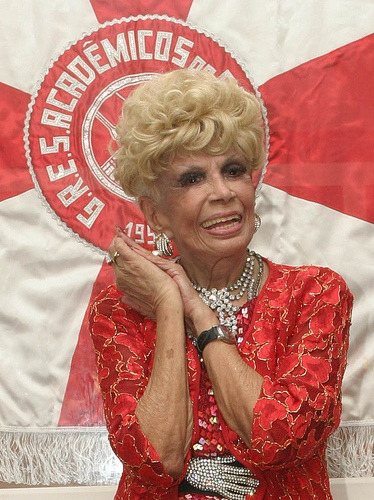
Dercy Gonçalves

### Cinema
- 1943: Samba Em Berlim
- 1944: Abacaxi azul
- 1944: Romance Proibido
- 1946: Caídos do Céu
- 1948: Folias Cariocas
- 1954: Naked Amazon
- 1956: Depois Eu Conto
- 1957: A Baronesa Transviada
- 1957: Absolutamente Certo
- 1957: Uma Certa Lucrécia
- 1958: A Grande Vedete
- 1959: Entrei de Gaiato
- 1960: Cala a Boca, Etelvina
- 1960: Com Minha Sogra em Paquetá’
- 1960: A Viúva Valentina
- 1960: Só Naquela Base
- 1960: Minervina Vem Aí’
- 1960: Dona Violante Miranda
- 1963: Sonhando com Milhões
- 1970: Se Meu Dólar Falasse

### Televisione
- 1980: Lacrime di gioia
- 1989: Que Rei Sou Eu?
- 1990: La Mamma